# Aerobarco
Um aerobarco é uma embarcação montada sobre uma estrutura plana, com um grande ventilador na popa, fora da água, sendo manobrado por uma alavanca que movimenta os lemes, situados do lado da hélice que impulsiona o veículo. É utilizado em locais pantanosos, rios, lagos, lagoas, locais de difícil acesso a embarcações comuns, devido ao pequeno calado, menos de 1 metro necessário para sua navegabilidade. Navega com até um palmo de profundidade de água, ou na lama.
Existe ainda o aerobarco com asas submersas (quando não está em movimento), na altura da proa, e motor de mais de 200 cavalos na popa, quando o motor é acionado o barco é projetado para fora da água, diminuindo consideravelmente o atrito dessa nave, pois só as asas e o motor permanecem dentro da água, tal embarcação também chamada aerobarco adquirindo velocidades de 150 a 370 km/h. No Brasil, tem-se o serviço do aerobarco na travessia da Baía de Guanabara, na cidade de Niterói.
|                                           |                           |                                                         |
| Hovercraft da Marinha dos Estados Unidos. | Tela protetora da hélice. | Aerobarco com "asas" da companhia francesa Penn-ar-Bed. |

## Ficha técnica
- Motor: Há vários tipos de motor. Exemplo: Volkswagen, AP 2.0
- Tripulantes: 1 a 3.
- Passageiros: 4 a 30.
- Combustível: 60 a 200 litros de Gasolina comum.
- Casco: 2200mm X 4500mm em alumínio naval. (Padrão)
- Consumo Hora: Em media 18Lt hora. (Dependendo do motor)
- Velocidade média: 35 a 200 nós ( - 60 a 400 km/h em média).